# Theridion perkinsi
Theridion perkinsi är en spindelart som beskrevs av Simon 1900. Theridion perkinsi ingår i släktet Theridion och familjen klotspindlar. Inga underarter finns listade i Catalogue of Life.